# Kyle Alessandro
Kyle Alessandro Helgesen Villalobos, norveški pevec in besedilopisec * 10. marec 2006.

## Zgodnje življenje
Rodil se je 10. marca 2006 v Levangerju in odraščal v Steinkjerju in Trondheimu. Rodil se je španskemu očetu in norveški materi.

## Kariera
Leta 2017 je pri desetih letih sodeloval v oddaji Norske Talenter, Norveška ima talent. Leta 2023 je skupaj s Kristianom Haugstøylom in Magnusom Winjumom pod imenom Umami Tsunami nastopil na Melodi Grand Prix 2023, norveškem nacionalnem izboru za Pesem Evrovizije 2023. S pesmijo »Geronimo« so zasedli zadnje mesto.

### Pesem Evrovizije
Dve leti pozneje se je vrnil na Melodi Grand Prix 2025 kot solo izvajalec. S pesmijo »Lighter« je zmagal in si prislužil pravico zastopati Norveško na Pesmi Evrovizije 2025 v Baslu v Švici.

## Diskografija

### Studijski albumi
| Naslov          | Podrobnosti                                                                                          |
| --------------- | --- |
| Første kapittel | - Objavljeno: 1. januarja 2017 - Založba: Compro - Formati: digitalni prenos, pretakanje             |
| Evig & alltid   | - Objavljeno: 13. januarja 2023 - Založba: Samostojno izdano - Formati: digitalni prenos, pretakanje |

### Pesmi
| »Din sang«                                                                         | 2017 | —  | Første kapittel |
| »Boomerang«                                                                        | 2017 | —  | Første kapittel |
| »Som du e«                                                                         | 2018 | —  | Første kapittel |
| »Dødskul«                                                                          | 2018 | —  | Første kapittel |
| »Señorita«                                                                         | 2018 | —  | Første kapittel |
| »Hoodie«                                                                           | 2018 | —  | Første kapittel |
| »Fly med meg«                                                                      | 2019 | —  | Første kapittel |
| »Hun er forelska i lærer’n«                                                        | 2019 | —  |                 |
| »Mi corazón«                                                                       | 2019 | —  |                 |
| »Solo«                                                                             | 2022 | —  |                 |
| »Geronimo« (pod imenom Umami Tsunami)                                              | 2023 | —  | Geronimo - EP   |
| »Rodeo«                                                                            | 2024 | —  |                 |
| »Loyal« (pod imenom Umami Tsunami)                                                 | 2024 | —  |                 |
| »Pulse«                                                                            | 2024 | —  |                 |
| »Kommer du?« (skupaj s Hilmerjem)                                                  | 2024 | —  |                 |
| »Lighter«                                                                          | 2025 | 11 |                 |
| »—« označuje singel, ki se ni uvrstil na lestvico ali ni bil izdan na tem ozemlju. |      |    |                 |